# 東京少年少女合唱隊
東京少年少女合唱隊（とうきょうしょうねんしょうじょがっしょうたい、英語名称：Little Singers of Tokyo、英語略称：LSOT）は、日本の児童合唱団体。

## 概要
1951年に長谷川新一により創立された。1955年より世界児童合唱連盟「プエリ・カントレス」に加盟している。
ジャンルはグレゴリオ聖歌から現代音楽まで幅広いレパートリーをもつ。
松平頼暁、一柳慧、細川俊夫の委嘱作品も多く手掛けている。
1961年NHK「みんなのうた」第1回放送「おお牧場はみどり」から多数の（NHKオンライン上では38曲）放送楽曲を歌唱。1986年から1988年には朝日新聞主催、全日本合唱コンクールにおいて3年連続金賞受賞する。
年2回の定期演奏会の他に、国内、海外のオーケストラ・オペラ作品とも数多く共演している。

## 沿革
- 1951年（昭和26年） - 創設指揮者、長谷川新一とポーロ・アヌイにより東京都内小学生男子30人の少年合唱隊東京少年合唱隊結成[4]。
- 1954年（昭和28年） - 東京少女合唱隊結成。新大久保に専用練習スタジオを建設[4]。
- 1955年（昭和30年） - カトリック系世界児童合唱連盟「プエリ・カントレス」に日本支部として加盟[4]。
- 1964年（昭和39年） - 初の海外親善公演。ニューヨークのリンカーンセンター開場記念で出演。この公演を機に東京少年合唱隊と東京少女合唱隊を合併。東京少年少女合唱隊として活動開始[4]。
- 1965年（昭和40年） - 読売日本交響楽団の本邦初演「戦争レクイエム」で共演。
- 1967年（昭和42年） - NHK交響楽団の本邦初演で共演。
- 1990年（平成2年） - EBU主催国際合唱コンクール児童合唱部門で第一位を受賞[4]。
- 2001年（平成13年） - 創立50周年を記念し年3回の公演を行う。東京カテドラル聖マリア大聖堂での演奏はNHK教育TV「芸術劇場」、NHKFM放送『ベスト・オブ・クラシック』でも放送された。
- 2006年（平成18年） - 創立55周年を記念し年4回の主演公演を行う。

## 構成

### スタッフ
- 桂冠指揮者：長谷川冴子
- 常任指揮者：長谷川久恵
- 事務局長：水澤君江

### グループ
LSOT Jr
学年によりA~Cクラスに分かれ、合唱の基礎やステージマナーを学ぶ。
LSOT Concert Choir
LSOT JrのAクラスとLSOT Sinior & Youth Choirから構成される演奏活動の中心となるクラス。
LSOT Sinior & Youth Choir
Jrを修了したメンバーで構成される。独自の演奏活動や教会でのコンサート等を行う。
Vintage Voice of L.S.O.T
経験者による室内混声合唱グループ。
Chorus L.S.O.T
大編成の混声合唱や修了生、外部メンバーも加わる主演公演などで活動する。

### 後援会
L.C.（リトルクワイヤー）基金
会長：池辺史生
副会長:井上善雄

## 公演・出演
- 1959年 - イタリア歌劇団来日公演ビゼー作曲「カルメン」
- 1959年 - NHK『第10回NHK紅白歌合戦』に東京少年合唱隊が、三橋美智也の「古城」のコーラス担当として出演[5]。
- 1964年 - ニューヨークにてリンカーンセンター開場記念に出演
- 1964年 - CBSテレビ「エド・サリヴァン・ショー」に出演「さくらさくら」[6]「Swanee」[7]
- 1965年 - 読売日本交響楽団ウィルコックス指揮ブリテン作曲「戦争レクイエム」
- 1967年 - NHK交響楽団マタチッチ指揮モンテヴェルディ作曲「聖母のための夕べの祈り」
- 1989年 - ボリショイ歌劇場来日公演ムソルグスキー作曲「ボリスゴドノフ」
- 1998年 - ベルリンフィルハーモニー管弦楽団来日公演アバド指揮マーラー作曲「交響曲第3番」
- 1993年 - キーロフオペラ（現マリインスキー劇場）来日公演ムソルグスキー作曲「ボリスゴドノフ」、「スペードの女王」
- 1994年 - ウィーン国立歌劇場アバド指揮ムソルグスキー作曲「ボリスゴドノフ」
- 1997年 - パリの秋フェスティバルに出演
- 2000年 - NHK交響楽団スヴェトラーノフ指揮チャイコフスキー作曲「くるみ割り人形」
- 2000年 - ルツェルン国際音楽祭 細川俊夫の個展演奏会に出演
- 2000年 - ハノーバー万博に出演
- 2001年 - 坂本龍一作曲の地雷除去のためのチャリティーソング「ZERO LANDMINE」に出演[8]
- 2003年 - ミラノ・スカラ座来日公演ムーティ指揮ヴェルディ作曲「オテロ」
- 2003年 - 読売日本交響楽団ベンツィ指揮フォーレ作曲「レクイエム」
- 2006年 - サンクトペテルブルク・フィルハーモニー交響楽団来日公演テミルカーノフ指揮ショスタコーヴィチ作曲「オラトリオ森の歌」
- 2007年 - 小澤征爾音楽塾オペラ・プロジェクトにてビゼー作曲「カルメン」に出演
- 2009年 - 小澤征爾音楽塾フンパーティング作曲「ヘンゼルとグレーテル」に出演
- 2009年 - NHK交響楽団K・マズア指揮ベートーベン作曲「交響曲第9番」
- 2009年 - MUZAバースデーコンサートマーラー交響曲第8番飯森範親指揮

## 著名な出身者
- 湯川潮音